# К-55 (мотоцикл)
К-55 — лёгкий дорожный одноместный мотоцикл с двухтактным двигателем, производства завода им. Дегтярёва (ЗиД). Выпускался с 1955 по 1957 год. Выпуск мотоцикла К-55 был прекращён в 1957 году в связи с началом выпуска модели К-58.
Мотоцикл К-55 является дальнейшей ступенью модернизации мотоцикла К-125М. Главным новшеством в его конструкции стала задняя маятниковая подвеска с двумя пружинно-гидравлическими амортизаторами (в мотоциклах К-125 и К-125М — жесткая). Она потребовала создания новой рамы с совершенно другой конфигурацией задней части. По сравнению с К-125М в двигателе мотоцикла К-55 в кривошипной камере в месте разъёма половин картера для повышения давления вставлено подковообразное кольцо. Кроме того, карбюратор К-30 заменён карбюратором К-55, что повысило мощность двигателя до 4,75 л. с. Увеличено оребрение головки цилиндра, несколько иную форму получили рычаг кикстартера и педаль переключения передач. На бензобаке сверху появилась декоративная стальная полоса, закрывающая сварочный шов. Вместо привычной «кометы» по бокам бензобака — круглые наклейки с буквой «К» по центру и надписью «К-55» полукругом снизу.
С 1955 года завод также приступил к мелкосерийному производству спортивных мотоциклов. Всего выпущено 300 мотоциклов модификаций К-55С1 (для мотокросса), К-55С1М (для многодневки) и К-55С2 (для шоссейно-кольцевых гонок).

## Спортивные модификации
- К-55С1 — предназначен для спортивных соревнований по кроссу мотоциклов с рабочим объёмом двигателя до 125 см³. В отличие от дорожного мотоцикла К-55 он на 12 кг легче. Одноцилиндровый двухтактный двигатель с рабочим объёмом 123 см³ развивает мощность до 7 л. с. за счёт повышения степени сжатия до 9 и за счёт изменения системы продувки. Зажигание в отличие от К-55 осуществляется от магнето. Рама мотоцикла усилена. Пружинная подвеска заднего колеса — рычажного типа, имеет качающуюся вилку и легкосъёмные гидравлические амортизаторы с резиновыми чехлами. Особое внимание уделено защите двигателя от пыли и грязи и воды. Колеса снабжены покрышками со специальным «кроссовым» рисунком протектора, улучшающим проходимость по песку и грязи. Неподвижный, высоко поставленный передний щиток не позволяет скапливаться грязи, что обеспечивает свободное вращение переднего колеса на сильно загрязненной дороге. На заднем щитке имеется дополнительная подушка, позволяющая водителю менять посадку. Ёмкость топливного бака увеличена на 2 л.
- К-55С2 — мотоцикл для шоссейно-кольцевых гонок. Комплектовался набором из трех головок цилиндров для подбора степени сжатия в зависимости от применяемого топлива.
- К-55С1М — мотоцикл для многодневных соревнований.